# Zemětřesný roj v Karlovarském kraji 2018
Zemětřesný roj v Karlovarském kraji započal dopoledne 10. května 2018 v Karlovarském kraji severně od Nového Kostela. Postupem času se oblast výskystu otřesů přemisťovala směrem na sever.
K prvnímu silnějšímu zemětřesení o magnitudě 3,3 došlo 12. května v 9:53. Tento otřes nejspíše žádné škody nezpůsobil, ale byl pocítěn i v Karlových Varech, které byly od epicentra vzdáleny zhruba 30 km. O několik hodin později už ale začala síla otřesů klesat. Jenže po půlnoci 14. května došlo k dalším, ale tentokrát silnějším záchvěvům. První otřes dosáhl lokálního magnituda 3,7 a druhý 3,6 dle Evropsko-středozemního seismologického centra. Následovaly zhruba 70 minut po sobě. Podle Geofyzikálního ústavu Akademie věd ČR měl nejsilnější otřes magnitudo 3,3. Poté 16. května opět na delší dobu intenzita otřesů zeslábla až do večerních hodin 21. května, kdy došlo k nejsilnějšímu otřesu o lokálním magnitudu 4,1. Ten byl dokonce pocítěn některými obyvateli Prahy, která se nacházela od epicentra ve vzdálenosti 140 km. Otřes byl nejspíše tolik intenzivní, protože se jeho hypocentrum nacházelo v relativně malé hloubce kolem 6,7 km. Poslední silnější otřes o magnitudu 2,9 a hloubce 6 km se ukázal v noci 19. června.
Jedná se o nejvýznamnější zemětřesný roj v oblasti od roku 2014.